# 月野帯人
月野 帯人（つきの たいと、1979年4月24日 - ）は、日本のYouTuberである。愛称はツッキー。元SILK LABOのエロメン。

## 略歴
- 2003年頃、新聞で見かけた募集をきっかけに、セクシーモデルのバイトを始める。
- 2006年頃、本格的にAV男優として活動開始。
- 2012年12月1日、SILK LABO専属AV男優（エロメン）となる。
- 2015年、『劇団Rexy』の旗揚げに参加。旗揚げ公演『ロミオとジュリエットですが…』にて、舞台デビュー。
- 2017年1月末をもって、SILK LABO専属を卒業するとともに、AV男優を引退。
- 2017年3月より、「月月ツーリスト」にて念願の旅行企画をスタートする。
- 2017年6月、『指原莉乃&ブラマヨの恋するサイテー男総選挙』内で行われた「サイテー男リアル総選挙」で21,901票獲得し、3位となる[1]。
- 2017年12月、公式ファンクラブ「月々CLUB」が発足。
- 2018年7月、「第2回サイテー男リアル総選挙」で133,294票獲得し、1位となる[2]。
- 2019年2月、公式ファンクラブ解散。
- 2019年5月、「月野帯人オフィシャルサイト」開設。月野帯人STAFF主催のイベントがスタート。
- 2019年6月、「第3回サイテー男リアル総選挙」でハガキ票17,276枚を獲得し、1位となる[3]。
- 2020年5月、公式のYouTubeチャンネル「月野帯人チャンネル」を開設。YouTuberとなる。
- 2023年2月、諸般の事情によりYouTubeチャンネルを引っ越し。新チャンネル「月野帯人ちゃんねる」を開設。

## 人物・エピソード
- 芸名は、月が好きだから「月野」、学生時代ずっと柔道をやっていたことから「帯人（帯の人）」と決めた[4]。
- SILK LABO スタッフやエロメン仲間からは、「アニキ」の愛称で親しまれている。
- 動物をこよなく愛す。また、鳩に大変愛着を持ち、見つけると嬉しそうに写真を撮る姿が報告されている。鳩の写真はTwitterにもよく登場する。
- 一番好きな動物は仔犬。
- 旅行で世界遺産を訪れることが多い。2015年、世界遺産検定4級取得。2016年、世界遺産検定3級取得。
- ナンパ歴10数年だが、真剣にお付き合いしたい女性は、ナンパについて行かない人がいい[5]。
- 趣味：海外旅行・格闘技観戦・格闘ゲーム・トレーニング・動物園巡り
- 口癖：いいんすか・逆に
- 好きな食べ物：フルーツ・カニ・ステーキ・ラーメン
- 子供のころ好きだったむかし話：花さかじいさん
- 中学生の頃なりたかった職業：柔道でオリンピック
- 一番好きなおにぎりの具：ツナ、ステーキ

## アダルト作品

### アダルトDVD（男性向け作品）
- 卒業アルバムで一番かわいい　シリーズ（SODクリエイト、2008～2012年、AD役でレギュラー出演）

2008年
- N○K女優の猥褻リップサービス　芹沢恋（アリスJAPAN、2008年2月22日）
- 手コキ流儀 Vol.3　加藤ツバキ（U&K、2008年4月11日）
- 淫乱義母物語 熟女の花園　花野真衣（グラフィティジャパン、2008年6月25日）
- 陵辱教育実習生　小宮ゆい（ヒビノ、2008年9月18日）
- 新ヒロイン陵辱シリーズ 流星特捜グレンデッカー　浜崎りお（ヒビノ、2008年11月6日）

2009年
- オレのアネキとヤラないか? 9　浜崎りお（グローリークエスト、2009年6月18日）
- イケメン君が行く!!（アートモード、2009年08月01日）
- モテない僕が謎の美人女医に「ギャル変身薬」を飲まされて超美形でエロいギャルの身体を手に入れた!（GARCON、2009年9月5日）
- 友達の彼女が辰巳ゆい（アリスJAPAN、2009年9月25日）
- AV女優、お貸しします。SPECIAL.01　明日花キララ（プレステージ、2009年10月9日）
- SOD女子社員に下った史上最大の業務命令!!「合宿に打ち込む母校の後輩女子大生ラクス部員をAV出演させてきなさい!!」（SODクリエイト、2009年11月19日）

2010年
- 彼女の親友とこっそりヤっちゃった僕 2（アキノリ、2010年1月21日）
- 超☆制服トランス　月野りさ（ワンズファクトリー、2010年3月1日）
- ギャルとルームシェア!! 普通に口説いても相手にされないのでルームシェアのギャルを募集!! いい人を装ってプライベートに侵入したらヤレるのか？（GARCON、2010年3月4日）
- 近親スワップ 姉の性教育　雪見紗弥（STAR PARADISE、2010年6月15日）
- 濃厚な絶頂アクメ初体験!!　椎名みくる（SODクリエイト、2010年6月24日）
- 母を売った息子 ボクのママをガチで口説いてハメてくれ！（SCANDAL、2010年7月15日）
- 息子の肉棒に喰らいつく未亡人（NEXT GROUP、2010年7月20日）
- 並木優の女子校生夏合宿（KUKI、2010年12月10日）

2011年
- 僕の奥さんは担任の先生　雨宮琴音（SODクリエイト、2011年1月20日）
- 中出し♥ナースコール　上原結衣（SODクリエイト、2011年2月5日）
- 国民的メンズ♂アイドルグループに女♀がいた!! 見た目は美男（イケメン）脱いだらデカパイ！ ミンナには秘密のメンズ♂アイドル　小坂めぐる（ディープス、2011年5月19日）- 大沢真司、月野帯人、ムーミン
- ドーパミン分泌法 ヒーリングSEXのススメ for MEN（スターパラダイス、2011年09月15日）
- 痴女保健医　麻美ゆま（エスワン ナンバーワンスタイル、2011年11月19日）

2012年
- ワガママお嬢様はイケメン執事をエロいじめ　並木優（KUKI、2012年1月13日）- 鈴木一徹、月野帯人、沢井亮、真琴
- 開発オーガズム アラフォー熟女の未体験ゾーン（スターパラダイス、2012年01月20日）

他多数

### アダルトDVD（女性向け作品）
2009年
- Body talk lesson（SILK LABO、2009年08月06日） - 鈴木一徹、工藤あさみ
- ファインダーの向こうに君がいた（SILK LABO、2009年08月06日） - 鈴木一徹、工藤あさみ
- LOVERS48（LCラブコスメティック、2009年09月16日） - 石川鈴華
- ガールズレッスン（LCラブコスメティック、2009年12月16日） - 大沢真司、鈴木一徹

2010年
- 東京恋愛模様（SILK LABO、2010年02月04日） - 瀬奈涼、ムーミン、鷹宮りょう、小田切ジュン、平井綾、鈴木一徹、あづみ
- サマーデイズ（SILK LABO、2010年08月05日） - 早乙女ルイ、鈴木一徹、紗奈
- デリシャス タイム（SILK LABO、2010年12月7日） - 志戸哲也、あすかみみ、真琴、成瀬心美、ムーミン、灘ジュン、細江裕樹、藤木一真、桜井直樹

2011年
- もう一度、抱きしめたい（SILK LABO、2011年03月05日） - 工藤あさみ、ムーミン、藤木一真
- The Best Collection 1（SILK LABO、2011年06月04日） - 鈴木一徹、ムーミン、志戸哲也、藤木一真、小田切ジュン、真琴、しみけん
- 恋するサプリ-年下のカレ-（SILK LABO、2011年09月08日） - 倉木みお、ムーミン、園田ユリア、一徹、森ななこ

2012年
- ONE NIGHT LUV 月野帯人（SILK LABO、2012年02月09日） - 友田彩也香
- Face to Face（SILK LABO、2012年08月09日） - 荒木ありさ、安藤太一、前田陽菜、一徹、愛内希
- Melty touch（SILK LABO、2012年12月06日） - 一徹、ムーミン、倉橋大賀、北条麻妃、前田陽菜
- The Best Collection II（SILK LABO、2012年12月06日） - 東尾真子、倉橋大賀、橘ひなた、一徹、ムーミン、安藤太一、藤木一真、しみけん、志戸哲也、大沢真司

2013年
- Spice→Moisture（SILK LABO、2013年01月24日） - 一徹、早乙女らぶ、Maika
- ルームシェア（SILK LABO、2013年02月07日） - 一徹、七咲楓花、赤西涼
- 繰り返す日々の中で（SILK LABO、2013年04月11日） - 倉橋大賀、さとう遥希、瀬名あゆむ
- No Regret（SILK LABO、2013年05月09日） - 安藤太一、芦名ユリア
- COCOON anthology1（SILK LABO、2013年06月06日） - 一徹、ムーミン、倉橋大賀、安藤太一、藤木一真
- クロスロード（SILK LABO、2013年06月06日） - 一徹、大槻ひびき、水城奈緒
- Suddenly Triangular（SILK LABO、2013年07月06日） - ムーミン、美泉咲、一徹、倉橋大賀、長谷川しずく
- 四畳半ダーリン（SILK LABO、2013年08月08日） - 一徹、夏目優希、波多野結衣、倉橋大賀
- Hide&Seek（SILK LABO、2013年09月05日） - 倉橋大賀、春原未来、一徹、桜井あゆ
- Face to Face 3rd season（SILK LABO、2013年10月10日） - 篠宮ゆり、倉橋大賀、佐々木恋海、一徹、阿部乃みく
- ラブレス。（SILK LABO、2013年12月05日） - 一徹、上原亜衣、倉橋大賀、有馬芳彦
- The Best Collection 3（SILK LABO、2013年12月05日） - 一徹、倉橋大賀、安藤太一、有馬芳彦、新山カエデ、南梨央奈

2014年
- More Beautiful !（SILK LABO、2014年01月09日）- 一徹、有馬芳彦、葉月可恋、加藤ツバキ、倉橋大賀
- COCOON anthology 2（SILK LABO、2014年04月10日）- 一徹、倉橋大賀、安藤太一、ムータン、天海里紅
- Under One Roof　Room.201（SILK LABO、2014年04月10日）- 倉橋大賀、栗林里莉、水希杏
- Face to Face 4th season（SILK LABO、2014年05月10日）- 一徹、有馬芳彦
- COCOON anthology 3（SILK LABO、2014年09月06日）- 一徹、倉橋大賀、安藤太一、ムータン、有馬芳彦
- Nostalgia Triangular（SILK LABO、2014年09月06日）- 一徹、江波りゅう
- Filled with you　月野帯人 君にだけ、僕のすべてをみせてあげる・・・（SILK LABO、2014年10月09日）- 北川エリカ
- One’s Daily Life　season1.Gift to you（SILK LABO、2014年11月08日）- 月島えみり、新山かえで、一徹
- ワーキング+（SILK LABO、2014年12月06日）- あすかみみ、二宮ナナ、中村ダイキ、一徹

2015年
- セカンド・ブレイク（SILK LABO、2015年02月05日）- 渋谷ありす、一徹
- The Best Collection　IV（SILK LABO、2015年03月05日）- 一徹、倉橋大賀、有馬芳彦
- Face to Face 5th season（SILK LABO、2015年04月09日）- 一徹、渡部拓哉、中村ダイキ、有馬芳彦、倉橋大賀
- Addictive Triangular（SILK LABO、2015年07月09日）- 一徹、有馬芳彦、北野翔太、川上ゆう、新山沙弥
- スイート・トラブル・ハウス（SILK LABO、2015年08月06日）- 一徹、有馬芳彦、北野翔太、浜崎真緒
- COCOON anthology　5（SILK LABO、2015年08月06日）- 一徹、倉橋大賀、有馬芳彦 、渡部拓哉、伊佐美
- ...because Egoist（SILK LABO、2015年10月08日）- 一徹、かすみ果穂、愛原さえ
- Hide&Seek　3（SILK LABO、2015年12月10日）- 一徹、桜木郁、京野明日香

2016年
- COCOON complete works 月野帯人（SILK LABO、2016年01月08日）- 一徹
- COCOON complete works 一徹（SILK LABO、2016年01月08日）- 一徹
- Romantic album（SILK LABO、2016年02月06日）- 一徹、安野由美、井上綾子
- Deep Desire 2 ‐Please‐（SILK LABO、2016年03月05日）- 一徹
- Girl’s pleasure II　EROMEN×大槻ひびき（SILK LABO、2016年04月07日）- 一徹、有馬芳彦、北野翔太、大槻ひびき
- 恋愛学園（GIRL'S CH、2016年05月26日）- 有馬芳彦、しみけん、渡部拓哉、伊佐美、小田涼、北澤剛、仁奈るあ、仁美まどか、渋谷ありす
- Triangular Of the Beginning（SILK LABO、2016年07月07日） - 一徹、北野翔太、東惣介、しほのちさ、倉多まお
- 素直になれない恋人たち 2nd season （SILK LABO、2016年08月06日）- 一徹、有馬芳彦、東惣介、保坂えり、せいの彩葉、碧しの
- The Best Collection V （SILK LABO、2016年08月06日）- 一徹、有馬芳彦、北野翔太
- パラレルキス（GIRL'S CH、2016年08月18日）- 有馬芳彦、北野翔太、蒼井優人、本田莉子、一徹
- Under One Roof Room.301 （SILK LABO、2016年09月08日）- 一徹、松本メイ、佳苗るか
- COCOON anthology VI （SILK LABO、2016年09月08日）- 一徹、倉橋大賀、有馬芳彦、渡部拓哉、伊佐美
- COCOON complete works 月野帯人 2 （SILK LABO、2016年10月06日）- 一徹、有馬芳彦
- COCOON complete works 有馬芳彦 （SILK LABO、2016年10月06日）- 有馬芳彦、一徹
- One’s Daily Life season3. -distance- （SILK LABO、2016年11月10日）- 一徹、星あんず、加藤あやの
- COCOON anthology VII （SILK LABO、2016年12月08日）- 一徹、有馬芳彦、渡部拓哉、中村ダイキ、北澤剛
- ドラマじゃないモン!!～さえない一般人の私に訪れた夢みたいなスキャンダル～ （SILK LABO、2016年12月08日） - 一徹、有馬芳彦、北野翔太、東惣介、羽月希
- スカッと HにCH situation 3 謎のメロメロ男 （GIRL'S CH、2016年12月08日） - 一徹、有馬芳彦、伊藤真緒

2017年
- 午前0時のEgoist （SILK LABO、2017年01月06日）- 一徹、上村みなみ、伊東紅
- 『燃えるなよ剣』エロチック外伝-遥かなる時空を超えて- （GIRL'S CH、2017年01月06日） - 北野翔太、有馬芳彦、東惣介、渡部拓哉、北澤剛、浅井陽登、浅田結梨
- Face to Face 7th season （SILK LABO、2017年02月02日）- 一徹、北野翔太、かなで自由、佐伯かのん、森下美緒

### ピンク映画
※「宅間響」名義
- 新・兄貴と俺（オーピー映画、2008年7月公開）

### ネット配信
- COCOON more than a friend（SILK LABO COCOONレーベル、2012年11月22日） - SUMIRE
- COCOON honey trap（SILK LABO COCOONレーベル、2013年05月24日）
- COCOON wait for me（SILK LABO COCOONレーベル、2013年08月22日）
- COCOON -by main force-（SILK LABO COCOONレーベル、2013年09月19日）
- COCOON -Heat eyes-tokyo nights-月野帯人-（SILK LABO COCOONレーベル、2013年10月24日）
- COCOON -ラブレス。番外編　高木ヤマトのその後-（SILK LABO COCOONレーベル、2013年12月19日）
- COCOON -a door-（SILK LABO COCOONレーベル、2014年01月23日）
- COCOON -kitchen-（SILK LABO COCOONレーベル、2014年02月20日）
- COCOON -He is angry-（SILK LABO COCOONレーベル、2014年03月20日）
- COCOON -tits man-（SILK LABO COCOONレーベル、2014年08月21日）
- COCOON -volte‐face-（SILK LABO COCOONレーベル、2014年10月23日）
- COCOON -closet space-（SILK LABO COCOONレーベル、2014年11月20日）
- COCOON -late at night-（SILK LABO COCOONレーベル、2015年01月23日）
- COCOON -lunch box-（SILK LABO COCOONレーベル、2015年06月18日）
- COCOON -selfish-（SILK LABO COCOONレーベル、2015年08月20日）
- COCOON -muscle-（SILK LABO COCOONレーベル、2015年09月10日）
- COCOON -sham sleep-（SILK LABO COCOONレーベル、2016年02月18日）
- COCOON -coordinate-（SILK LABO COCOONレーベル、2016年03月04日）
- COCOON -healthy-（SILK LABO COCOONレーベル、2016年04月21日）
- COCOON -cheer up-（SILK LABO COCOONレーベル、2016年05月10日）
- COCOON -lost article-（SILK LABO COCOONレーベル、2016年05月26日）
- COCOON -be with you!-（SILK LABO COCOONレーベル、2016年06月16日）
- COCOON -you’re special-（SILK LABO COCOONレーベル、2016年08月24日）
- COCOON -vacation-（SILK LABO COCOONレーベル、2016年11月17日）
- COCOON -second time-（SILK LABO COCOONレーベル、2016年12月26日）

### その他
- ツッキーとLOVEデート（PeachJoy、2011年12月01日～12月31日）
- アイム、カミング!（GIRL'S CH、2013年6月3日）- ムータン
- スキ!スキ!大スキ!月野帯人（Juicy Diner、2014年4月27日）

## DVD
- Girl's Side DVD 女の子が観るラブテクニック（ケイエスエス、2010年04月23日） - 横山美雪、佐野健二
- DVD版 女医が教える本当に気持ちのいいセックス（ブックマン社、2011年10月28日） - 鈴木一徹、美雪ありす、七海なな
- アダム徳永の早漏克服講座（マクザム、2012年02月24日） - 成瀬心美
- 女王様のおもてなし（ポニーキャニオン、2015年03月18日） - 橋本マナミ、今野浩喜、尾畑美依奈、ベンガル
- エロメン一徹のアルティメットレクチャー VOL.1～4（ポニーキャニオン、2015年12月16日）- 一徹
- エロメン一徹のコトバの処方箋（ホリプロ、2016年06月29日）- 一徹
- ロミオとジュリエットですが…（劇団Rexy、2016年12月19日）- 一徹、有馬芳彦、北野翔太、渡部拓哉、北澤剛、小田涼
- 7人のギャングスター（劇団Rexy、2016年12月19日）- 有馬芳彦、北野翔太、北澤剛、麻生蛍太、浅井陽登、東惣介、長谷川直輝、石井由多加
- 燃えるなよ剣（劇団Rexy、2016年12月19日）- 北野翔太、渡部拓哉、有馬芳彦、東惣介、北澤剛、浅井陽登、小林照平、前田航平、斉藤コータ、齋藤ヤスカ
- 一徹温泉～お風呂に入るまでナニする?～ VOL.1～6（ホリプロ、2017年03月29日） - 一徹
- 一徹温泉 弐 お風呂に入るまでナニする?With TSUKINO VOL.1～6（ホリプロ、2018年11月21日） - 一徹

## 舞台
- 劇団Rexy 旗揚げ公演『ロミオとジュリエットですが・・・』（2015年11月）
- 劇団Rexy 第二回公演『7人のギャングスター』（2016年3月）
- 劇団Rexy 第三回公演『燃えるなよ剣』（2016年10月）

## 出演番組

### テレビ
- GTO完結編〜さらば鬼塚! 卒業スペシャル〜（フジテレビ、2013年04月02日）
- 大久保じゃあナイト（TBS、2014年02月22日）
- オンナを刺激する流行発信源 大久保セブン（関西テレビ、2014年02月23日）
- 女王様のおもてなし（NOTTV、2014年02月24日～03月28日、全25回）
- 今週のスポットライト[6][7] （関西テレビ、2014年08月20日）
- おーくぼんぼん（TBS、2014年09月19日)
- ハックツベリー（テレビ東京、2014年11月08日)
- メッセンジャーの○○は大丈夫なのか？（毎日放送、2015年04月30日）
- オンナの解放区（BSジャパン、2015年06月19日）
- 一徹温泉 ～お風呂に入るまでナニする？～（BS12、2016年10月07日～12月23日、全12回）
- BOOKSTAND.TV（BS12、2016年10月21日・11月04日・11月18日）
- じっくり聞いタロウ〜スター近況（秘）報告〜（テレビ東京、2017年09月1日）
- BOOKSTAND.TV #96、#97、#98（BS12、2017年10月06日・10月13日・10月20日）
- 一徹温泉 2 with TSUKINO 〜お風呂に入るまでナニする？～（TOKYO MX、2018年04月05日～06月21日、全12回）
- ツッキーのムーンウォーカー（TOKYO MX、2019年08月05日・08月12日、全2回）

### インターネット番組
- 放送作家「鈴木おさむ」のニコニコ企業案内#2（ニコニコ生放送、2011年01月26日） 鈴木一徹・ムーミンとともに出演。
- SILK LABO presents 女子限定！教えてエロメン★女の子のための「オトナの保健体育」（ニコニコ生放送）
  - （2012年08月31日）鈴木一徹とともに出演。
  - （2012年09月1日）一徹×月野帯人×大槻ひびき出演！
- EROMEN LABO（ニコニコチャンネル、2013年7月～、隔週月曜放送） - 2017年頃までレギュラー
- 指原莉乃&ブラマヨの恋するサイテー男総選挙（2017年04月11日～2020年4月21日、AbemaSPECIAL） - レギュラー

## 出版物

### 雑誌
- 本当にあった笑える話（ぶんか社）
  - 本当にあった笑える話Pinky 2011/2号（2010年12月21日）
  - 本当にあった笑える話　2011/7号（2011年05月30日）
  - 増刊本当にあった笑える話スペシャル vol.37（2011年06月07日）
- SILK LABO（ソフト・オン・デマンド）
  - VOL.01（2011年03月14日）
  - VOL.02（2012年12月13日）
- 赤ちゃんが欲しい 2011春号 （主婦の友社、2011年03月31日）
- てぃんくる（しょういん）
  - vol.456（2011年09月09日）
  - vol.462（2011年12月09日）
  - vol.466（2012年02月10日）
  - vol.475（2012年06月22日）
  - vol.479（2012年08月24日）
  - vol.486（2012年12月14日）
- VANESSA STYLE（シーズ情報出版）
  - vol.5 （2012年01月25日）
  - vol.7 （2012年03月24日）
- 週刊現代 3/17号 （講談社、2012年03月05日）
- ユカイライフ（シーズ情報出版）
  - 2012年8月号（2012年08月02日）
  - 2013年1月号（2013年01月10日）PET BOY CLUB
- an・an（マガジンハウス）
  - No.1819（2012年08月10日）
  - No.1868（2013年08月09日）
- 小悪魔ageha 2013年3月号 （インフォレスト、2013年02月01日）
- 週刊女性（主婦と生活社）
  - 2013年2/19号（2013年02月05日）
  - 2013年10/22号（2013年10月08日）
- ダ・ヴィンチ 2013年09月号 （メディアファクトリー、2013年08月06日）
- 婦人公論 2013年10/22号 （中央公論新社、2013年10月07日）

### 写真集
- LOVE48 -愛の形- （コスミック出版、2011年11月17日） - 朝日奈あかり、成瀬心美、藤木一真
- 新ポーズカタログ3 二人のポーズ編 （マール社、2012年06月25日） - 雨宮琴音、佐藤峻、篠原冴美、西野翔
- 月野帯人写真集（SILK LABO、2012年12月27日） - 限定販売
- SHARE HOUSE + YOU （双葉社、2014年07月23日） - 一徹、有馬芳彦
- 筋肉男子 （主婦の友社、2014年07月26日）
- 写真集「イケメソ男子」 （リブレ出版、2015年02月13日） - 一徹、有馬芳彦、渡部拓哉、北澤剛、小田涼、伊佐美、中村ダイキ
- 一徹写真集「めぐる。」 （ぶんか社、2017年09月28日） - 一徹

## イベント

### SILK LABO 関連
2010年
- SILK LABO 1st Anniversary SUMMER FES 2010 in 阿佐ヶ谷LOFT A （2010年09月05日、阿佐ヶ谷LOFT A） -  18歳以上女性限定。鈴木一徹・ムーミンとともに出演[8]。
- SILK LABO WINTER FES 2010（2010年12月11日、阿佐ヶ谷LOFT A） -  18歳以上女性限定。鈴木一徹・ムーミン・志戸哲也とともに出演。

2011年
- SILK LABO「恋するサプリ－年下の彼－」発売イベント（2011年09月10日、秋葉原M's studio） -  18歳以上女性限定。一徹・ムーミンとともに出演予定だったが、急性胃腸炎のため急きょ不参加となった。
- SILK LABO M's振替イベント『ツッキー全快おめでとう！』サイン会（2011年10月23日、SOD本社ビル1F） - 18歳以上女性限定。前回不参加となったイベントの振替として開催。特別ゲストとして、ムーミンも出演。

2012年
- SILK LABO SPRING FES 2012 ～in Naked Loft～ （2012年05月26日、新宿ネイキッドロフト） - 18歳以上女性限定。一徹・ムーミンとともに出演[9]。
- SILK LABO WINTER FES 2012 ～in 新宿 Naked Loft～ （2012年12月01日・02日、新宿ネイキッドロフト） - 18歳以上女性限定。一徹・ムーミン・倉橋大賀とともに出演。
- 「オトナ♡の保健体育～男女和解SP！」～in Asagaya／Loft A～ （2012年12月08日、阿佐ヶ谷LOFT A） - 18歳以上限定。一徹とともにゲスト出演。

2013年
- SILK St. Valentine's FES 2013 ～in Naked Loft～ （2013年02月11日、新宿ネイキッドロフト） - 18歳以上女性限定。
- SPRING FES 2013 ～in asagaya LoftA～ （2013年03月02日、阿佐ヶ谷LOFT A） - 18歳以上女性限定。
- エロメン三銃士サイン会 in 買取りまっくす 日本橋店 （2013年03月10日、買取りまっくす日本橋店） - 18歳以上女性限定。
- SILK Spring FES 2013 ～in Osaka Nanba Benitsuru～ （2013年03月10日、なんば紅鶴） - 18歳以上女性限定。
- エロメンサイン会 ～in SOD学園 （2013年03月30日、SOD学園） - 18歳以上女性限定。
- エロメン羞恥！「繰り返す日々のなかで」大鑑賞会～in SOD学園 （2013年04月27日、SOD学園） - 18歳以上女性限定。
- エロメン羞恥！「Filled with you 一徹」大鑑賞会～in SOD学園 （2013年04月27日、SOD学園） - 18歳以上女性限定。
- SILK EROMEN SHOWCASE Vol.1 2013 ～in 新宿ロフトプラスワン～ （2013年05月11日、新宿ロフトプラスワン） - 18歳以上女性限定。
- エロメンカフェParty～in SOD学園 （2013年05月25日、SOD学園） - 18歳以上女性限定。
- 岩井志麻子のSILKな夜 （2013年03月10日、新宿ロフトプラスワン） - 18歳以上限定。
- エロメンカフェ Vol.2～in SOD学園 （2013年06月22日、SOD学園） - 18歳以上女性限定。
- EROMEN LABO 公開放送～チャンネル開設記念だよ～ （2013年07月07日、新宿ロフトプラスワン）
- SILKLABO DVD発売記念サイン会 in 秋葉原M's （2013年07月27日、秋葉原m'studio） - 18歳以上女性限定。
- SILK Summer FES 2013 in Sendai  （2013年08月10日、Latin Cocktail） - 18歳以上女性限定。
- SILKLABO DVD発売記念サイン会 in Stallion Honjo （2013年08月24日、スタリオン本城店） - 18歳以上限定。
- SILK Summer FES 2013 ～in Fukuoka （2013年08月24日、kokura FUSE） - 18歳以上女性限定。
- EROMEN LABO 公開放送 （2013年09月01日、阿佐ヶ谷ロフトA）
- SILKLABO DVD発売記念サイン会 in m'studio （2013年09月14日、秋葉原m'studio） - 18歳以上女性限定。
- SILK EROMEN SHOWCASE Vol.2 2013 ～in 新宿ロフトプラスワン～ （2013年10月12日、新宿ロフトプラスワン） - 18歳以上女性限定。
- エロメンカフェ Vol.3～in SOD学園 （2013年10月26日、SOD学園） - 18歳以上女性限定。
- SILK LABO DVD発売記念イベント in 買取りまっくす日本橋店 （2013年11月09日、買取りまっくす日本橋店） - 18歳以上女性限定。
- SILK Winter FES 2013 ～in Osaka Nanba Benitsuru （2013年11月09日、なんば紅鶴） - 18歳以上女性限定。
- EROMEN fanmeeting！ （2013年11月23日、SOD学園） - 18歳以上女性限定。FC限定。
- SILK LABO DVD発売記念サイン会 in 秋葉原m'studio 第3弾 （2013年12月14日、秋葉原m'studio） - 18歳以上女性限定。

2014年
- EROMEN LABO 公開放送 ～今年も宜しくお願い致します＾＾～ （2014年01月12日、新宿ロフトプラスワン）
- EROMEN fanmeeting！ （2014年01月25日、SOD学園） - 18歳以上女性限定。FC限定。
- SILK St. Valentine's FES 2014 ～in asagaya LoftA～ （2014年02月08日、阿佐ヶ谷ロフトA） - 18歳以上女性限定。
- SILK EROMEN × ジョジョカン2014 ～恋に効くSEXセラピー in 新宿ロフトプラスワン～ （2014年02月22日、新宿ロフトプラスワン） - 18歳以上女性限定。
- SPRING FES 2014 ～in asagaya LoftA～ （2014年03月08日、阿佐ヶ谷ロフトA） - 18歳以上女性限定。
- SILK EROMEN × 桃山商事 ～in asagaya LoftA～ （2014年03月22日、阿佐ヶ谷ロフトA） - 18歳以上女性限定。
- SILK LABO DVD発売記念サイン会 in 秋葉原m'studio 第4弾 （2014年04月12日、秋葉原m'studio） - 18歳以上女性限定。
- ☆月野帯人ナイト☆ ～in 新宿ロフトプラスワン～ （2014年04月26日、新宿ロフトプラスワン） - 18歳以上女性限定。
- DVD発売記念イベント＠買取りまっくす日本橋店 （2014年05月10日、買取りまっくす日本橋店） - 18歳以上女性限定。
- SILK Spring FES 2014～in Osaka Loft PlusOne West （2014年05月10日、ロフトプラスワンWEST） - 18歳以上女性限定。
- ハズレ無し！必ず何かが貰えるSILK EROMEN 大福引大会 ～in SOD学園～ （2014年05月24日、SOD学園） - 18歳以上女性限定。
- EROMEN LABO 公開放送 （2014年06月08日、新宿ロフトプラスワン）
- 一徹　fanmeeting！withキャラメルあ～ん♡ （2014年06月14日、新宿ロフトプラスワン） - 18歳以上女性限定。FC限定。
- SILK EROMEN SHOWCASE Vol.3 2014 ～in 新宿ロフトプラスワン～ （2014年06月28日、新宿ロフトプラスワン） - 18歳以上女性限定。
- SILK LABO DVD発売記念サイン会 in 秋葉原m'studio 第5弾 （2014年07月12日、秋葉原m'studio） - 18歳以上女性限定。
- SUMMER FES 2014 ～in新宿ロフトプラスワン～ （2014年07月24日、新宿ロフトプラスワン） - 18歳以上女性限定。
- SILK LABO × GIRL’S CH 真夏のイケメン祭り！ 2014 ～in新宿ロフトプラスワン～ （2014年08月16日、新宿ロフトプラスワン） - 18歳以上女性限定。
- SILK LABO × GIRL’S CH 第3弾! 2014 ～in新宿ロフトプラスワン～ （2014年09月13日、新宿ロフトプラスワン） - 18歳以上女性限定。
- EROMEN LABO 公開放送 （2014年09月15日、新宿ロフトプラスワン）
- SILK LABO イベント in TSUTAYA TokyoMidtown （2014年09月27日、TSUTAYA TokyoMidtown） - 18歳以上女性限定。
- SILK LABO DVD発売記念サイン会 in 秋葉原m'studio 第6弾 （2014年10月11日、秋葉原m'studio） - 18歳以上女性限定。
- DVD発売記念イベント＠買取りまっくす日本橋店 （2014年10月25日、買取りまっくす日本橋店） - 18歳以上女性限定。
- SILK Autumn FES 2014 ～in Osaka Loft PlusOne West （2014年10月25日、ロフトプラスワンWEST） - 18歳以上女性限定。
- WINTER FES 2014 ～in新宿ロフトプラスワン～ （2014年11月08日、新宿ロフトプラスワン） - 18歳以上女性限定。
- SILK EROMEN SHOWCASE Vol.4 2014 ～in 新宿ロフトプラスワン～ （2014年11月22日、新宿ロフトプラスワン） - 18歳以上女性限定。
- EROMEN LABO 公開放送 （2014年12月14日、新宿ロフトプラスワン）
- 2014年スペシャル総決算!! ～in 新宿ロフトプラスワン～ （2014年12月20日、新宿ロフトプラスワン） - 18歳以上女性限定。

2015年
- EROMEN 抱いて♡ Hold on me Party 1！ ～in 新宿ロフトプラスワン～ （2015年01月17日、新宿ロフトプラスワン） - 18歳以上女性限定。FC限定。
- EROMEN 抱いて♡ Hold on me Party 2！ ～in 新宿ロフトプラスワン～ （2015年01月24日、新宿ロフトプラスワン） - 18歳以上女性限定。FC限定。
- Ittetsu♡Paradise 2015 ～in 新宿ロフトプラスワン～ （2015年02月28日、新宿ロフトプラスワン） - 18歳以上女性限定。
- SILK EROMEN 目指せ監督!? シルク企画会議 ～in 新宿ロフトプラスワン～ （2015年03月14日、新宿ロフトプラスワン） - 18歳以上女性限定。
- SPRING FES 2015 ～in 新宿ロフトプラスワン～（2015年03月28日、新宿ロフトプラスワン） - 18歳以上女性限定。
- EROMEN 抱いて♡ Hold on me Party 3！ ～in 新宿ロフトプラスワン～（2015年04月11日、新宿ロフトプラスワン） - 18歳以上女性限定。FC限定。
- ☆月野帯人生誕祭☆ ～in 新宿ロフトプラスワン～ （2015年04月25日、新宿ロフトプラスワン） - 18歳以上女性限定。
- 押っ忍!男だらけのEROMEN男子会!（2015年04月25日、SODビル1階） - 18歳以上男性限定。
- EROMEN LABO 公開放送 （2015年04月26日、新宿ロフトプラスワン）
- SILK EROMEN SHOWCASE Vol.5 2015 ～in 新宿ロフトプラスワン～ （2015年05月09日、新宿ロフトプラスワン） - 18歳以上女性限定。
- 第7弾 SILK LABO DVD発売記念イベント in 秋葉原m'studio （2015年05月23日、秋葉原m'studio） - 18歳以上女性限定。
- EARLY SUMMER FES 2015 ～ in 新宿ロフトプラスワン ～ （2015年06月13日、新宿ロフトプラスワン） - 18歳以上女性限定。
- DVD発売記念イベント＠買取りまっくす日本橋店 （2015年06月27日、買取りまっくす日本橋店） - 18歳以上女性限定。
- SILK EARLY SUMMER FES 2015 ～in Osaka Loft PlusOne West （2015年06月27日、ロフトプラスワンWEST） - 18歳以上女性限定。
- SILK EROMEN SHOWCASE Vol.6 2015 ～in 新宿ロフトプラスワン～ （2015年07月11日、新宿ロフトプラスワン） - 18歳以上女性限定。
- ♪有馬芳彦Birthday Party♪ ～in 新宿ロフトプラスワン～ （2015年07月25日、新宿ロフトプラスワン） - 18歳以上女性限定。
- スイート・トラブル・パーティ 2015 ～in 新宿ロフトプラスワン～ （2015年08月08日、新宿ロフトプラスワン） - 18歳以上女性限定。
- EROMEN 抱いて♡Hold on me Party 4！ ～in 新宿ロフトプラスワン～ （2015年08月22日、新宿ロフトプラスワン） - 18歳以上女性限定。FC限定。
- SILK LABO present’s AUTUMN FES 2015 ～in 新宿ロフトプラスワン～ （2015年09月26日、新宿ロフトプラスワン） - 18歳以上女性限定。
- EROMEN LABO 公開放送 （2015年09月27日、新宿ロフトプラスワン）
- 第8弾 SILK LABO DVD発売記念イベント in 秋葉原 m'studio （2015年10月10日、秋葉原m'studio） - 18歳以上女性限定。
- EROMEN 抱いて♡Hold on me Party 5！ ～in 新宿ロフトプラスワン～ （2015年10月24日、新宿ロフトプラスワン） - 18歳以上女性限定。FC限定。
- SILK LABO イベント in TSUTAYA （2015年11月14日、TSUTAYA 横浜みなとみらい） - 18歳以上女性限定。
- DVD発売記念イベント＠買取りまっくす日本橋店 （2015年11月28日、買取りまっくす日本橋店） - 18歳以上女性限定。
- SILK WINTER FES 2015 ～in Osaka Loft PlusOne West （2015年11月28日、ロフトプラスワンWEST） - 18歳以上女性限定。
- 2015年スペシャル総決算！！ ～in 新宿ロフトプラスワン～ （2015年12月12日、新宿ロフトプラスワン） - 18歳以上女性限定。

2016年
- NEW YEAR FES 2016 ～ in 新宿ロフトプラスワン ～ （2016年01月23日、新宿ロフトプラスワン） - 18歳以上女性限定。
- EROMEN 抱いて♡Hold on me Party6！ ～ in 新宿ロフトプラスワン ～ （2016年02月13日、新宿ロフトプラスワン） - 18歳以上女性限定。FC限定。
- Ittetsu♡Paradise 2016 ～ in 新宿ロフトプラスワン ～ （2016年02月27日、新宿ロフトプラスワン） - 18歳以上女性限定。
- SPRING FES 2016 ～ in 新宿ロフトプラスワン ～ （2016年03月12日、新宿ロフトプラスワン） - 18歳以上女性限定。
- SILK EROMEN SHOWCASE Vol.7 2016 ～in 新宿ロフトプラスワン～[出典無効] （2016年03月26日、新宿ロフトプラスワン） - 18歳以上女性限定。
- EROMEN LABO 公開放送 （2016年03月27日、新宿ロフトプラスワン）
- 第9弾 SILK LABO エロメンイベント in 秋葉原 m'studio （2016年04月9日、秋葉原m'studio） - 18歳以上女性限定。
- ☆月野帯人生誕祭☆ ～in 新宿ロフトプラスワン ～ （2016年04月23日、新宿ロフトプラスワン） - 18歳以上女性限定。
- EROMEN 抱いて♡Hold on me Party7！ ～ in 新宿ロフトプラスワン ～ （2016年05月14日、新宿ロフトプラスワン） - 18歳以上女性限定。FC限定。
- SILK EROMEN SHOWCASE Vol.8 2016 ～ in 新宿ロフトプラスワン ～ （2016年05月28日、新宿ロフトプラスワン） - 18歳以上女性限定。
- SILK EARLY SUMMER FES 2016 ～in Osaka Loft PlusOne West （2016年06月11日、ロフトプラスワンWEST） - 18歳以上女性限定。
- DVD発売記念イベント＠買取りまっくす日本橋店 （2016年06月11日、買取りまっくす日本橋店） - 18歳以上女性限定。
- SILK EARLY SUMMER FES 2016 ～ in 新宿ロフトプラスワン ～ （2016年06月25日、新宿ロフトプラスワン） - 18歳以上女性限定。
- SILK EROMEN SHOWCASE Vol.9 2016 ～ in 新宿ロフトプラスワン ～ （2016年07月09日、新宿ロフトプラスワン） - 18歳以上女性限定。
- EROMEN 抱いて♡Hold on me Party8！ ～ in 新宿ロフトプラスワン ～ （2016年07月23日、新宿ロフトプラスワン） - 18歳以上女性限定。FC限定。
- SILK EROMEN SHOWCASE Vol.10 2016 ～ in 新宿ロフトプラスワン ～ （2016年08月13日、新宿ロフトプラスワン） - 18歳以上女性限定。
- SILK EROMEN SHOWCASE Vol.11 2016 ～ in 新宿ロフトプラスワン ～ （2016年08月27日、新宿ロフトプラスワン） - 18歳以上女性限定。
- EROMEN 抱いて♡Hold on me Party9！ ～ in 新宿ロフトプラスワン ～ （2016年09月10日、新宿ロフトプラスワン） - 18歳以上女性限定。FC限定。
- SILK EROMEN SHOWCASE Vol.12 2016 ～ in 新宿ロフトプラスワン ～ （2016年09月24日、新宿ロフトプラスワン） - 18歳以上女性限定。
- AUTUMN FES 2016 ～ in 新宿ロフトプラスワン ～ （2016年10月08日、新宿ロフトプラスワン） - 18歳以上女性限定。
- SILK EROMEN SHOWCASE Vol.13 2016 ～ in 新宿ロフトプラスワン ～ （2016年10月22日、新宿ロフトプラスワン） - 18歳以上女性限定。
- EROMEN LABO 公開放送 ～全員集合だよ～ （2016年10月23日、新宿ロフトプラスワン）
- 『One's Daily Life season3. -distance-』リリース記念 握手・サイン会 （2016年11月12日、SHIBUYA TSUTAYA） - 18歳以上限定。
- EROMEN 抱いて♡Hold on me Party10！ ～ in 新宿ロフトプラスワン ～（2016年11月26日、新宿ロフトプラスワン） - 18歳以上女性限定。FC限定。
- SILK WINTER FES 2016 ～in Osaka Loft PlusOne West （2016年12月10日、ロフトプラスワンWEST） - 18歳以上女性限定。
- DVD発売記念イベント＠買取りまっくす日本橋店 （2016年12月10日、買取りまっくす日本橋店） - 18歳以上女性限定。

2017年
- NEW YEAR FES 2017 ～ in 新宿ロフトプラスワン ～ （2017年01月14日、新宿ロフトプラスワン） - 18歳以上女性限定。
- SPRING FES そして伝説へ・・・ 2017 ～ in 新宿ロフトプラスワン ～ （2017年01月28日、新宿ロフトプラスワン） - 18歳以上女性限定。
- 『卒業-graduation- 月野帯人』リリース記念 握手・サイン・ツーショット撮影会 （2017年05月13日、SHIBUYA TSUTAYA） - 18歳以上限定。

### 月月ツーリスト
2017年
- 第1回月月ツーリスト バスツアー（2017年03月18日）
- 第2回月月ツーリスト バスツアー（2017年06月24日）
- 第3回月月ツーリスト バスツアー（2017年09月16日）
- 第4回月月ツーリスト 船ツアー（2017年11月25日）

2018年
- 第5回月月ツーリスト バスツアー（2018年02月24日）
- 第6回月月ツーリスト 1泊2日バスツアー（2018年07月07日・08日）
- 宇宙1の感謝祭イベント（2018年09月15日・17日）
- 第7回月月ツーリスト バスツアー（2018年11月24日）

2019年
- ランチイベント（2019年02月23日）
- 第8回月月ツーリスト バスツアー（2019年03月16日）
- 体脂肪イベント（2019年04月20日）

### 月々CLUB
2015年
- EROMEN LABO番外公開放送～月野アニキが単独MCやるよ！～ （2015年06月21日、新宿ネイキッドロフト） - ゲスト：清田代表@桃山商事

2016年
- EROMEN LABO番外公開放送～月野アニキが単独MCやるよ！Part2～ （2016年01月14日、阿佐ヶ谷ロフトA） - ゲスト：Chiyu
- EROMEN LABO番外公開放送～月野アニキが単独MCやるよ！Part3～ （2016年05月15日、阿佐ヶ谷ロフトA） - ゲスト：今立進
- EROMEN LABO番外公開放送～月野アニキが単独MCやるよ！Part4～ （2016年07月23日、阿佐ヶ谷ロフトA） - ゲスト：蛇足
- EROMEN LABO番外公開放送～月野アニキが単独MCやるよ！Part5～ （2016年11月27日、阿佐ヶ谷ロフトA） - ゲスト：齋藤ヤスカ、今立進、清田代表@桃山商事

2017年
- EROMEN LABO番外公開放送～月野アニキが単独MCやるよ！Part6～ （2017年03月25日、阿佐ヶ谷ロフトA） - ゲスト：やついいちろう
- 月野帯人生誕祭～俺だよ！俺(^o^)/宇宙1のイケメン月野だよo(^▽^)o～ （2017年04月30日、原宿ストロボカフェ）
- EROMEN LABO番外公開放送～月野アニキが単独MCやるよ！Part7～ （2017年07月15日、原宿ストロボカフェ） - ゲスト：天野眞隆
- 月野帯人 夏のハグ♥チェキ祭り.2017 （2017年08月19日、原宿ストロボカフェ） - 20歳以上限定
- 月野帯人 FAN CLUB 開設記念イベント（2017年10月21日、原宿ストロボカフェ）
- 月野帯人 ハグ♥チェキ祭り.2017.冬 （2017年12月16日、池袋） - 20歳以上限定、FC限定

2018年
- ランチDEトークイベント（2018年01月28日、東京・六本木） - FC限定
- TeaTime+（プラス）vol.1、vol.2（2018年02月17日、東京・銀座） - FC限定
- ハグ♥チェキ DE TalkTime（2018年02月18日、東京・池袋） - FC限定
- 密室で急接近！ドキドキ♪×月野帯人Time（2018年03月17日、大阪） - FC限定
- トークイベント+ in 大阪 vol.1、vol.2（2018年03月17日、大阪） - FC限定
- 月野帯人 ハグチェキ祭り.2018.大阪（2018年03月18日、大阪）
- 月野帯人「2018-2019 CALENDER TAITO TSUKINO」サイン会イベント（2018年04月21日、東京・池袋） - FC限定
- 新作カレンダー発売＆サイン会開催記念・トークイベント vol.1、vol.2（2018年04月21日、東京・池袋） - FC限定
- 月野帯人 生誕祭-Vol.1～宇宙一のファンありがとう～（2018年05月12日、東京・渋谷）
- 月野帯人 生誕祭-Vol.2～宇宙1のイケメン月野帯人だよ～（2018年05月13日、東京・渋谷） - FC限定
- 月野帯人さんとＢＢＱ（2018年06月30日、東京） - FC限定
- 月野帯人トークイベント（2018年07月21日、東京・銀座） - ゲスト：Chiyu
- 夏のハグ♡チェキ祭り.2018（2018年08月25日、東京）
- 月野帯人トークイベント Vol.2（2018年09月29日、東京・銀座） - ゲスト：渋江譲二
- ランチ＆ＴＥＡ＆ディナーイベント（2018年10月20日、東京） - FC限定
- BBQ＆ボウリング イベント（2018年11月17日、東京） - FC限定
- 月野帯人 ハグチェキ祭り.2018.大阪 VOl.2（2018年12月08日、大阪）
- ◇Special Event◇ in大阪（2018年12月08日、大阪） - FC限定
- 月野帯人があなたのバストを測定します！＆Special撮影会（2018年12月09日、大阪） - FC限定

2019年
- ランチ＆ランチ＆ディナーイベント（2019年01月20日、東京） - FC限定
- 月野帯人 ハグチェキ祭り.2019.春（2018年03月30日、東京）
- Dinner Event（2018年03月30日、東京）

### 月野帯人STAFF主催
2019年
- 月野帯人 生誕祭 ～宇宙１のイケメンを今年もお祝いしてください～ 2Days（2019年05月25日・26日、東京）
- 宇宙一のイケメンが梅雨を吹き飛ばす！月野帯人とBBQ（2019年06月15日、東京）
- 第9回 1泊2日バスツアー（2019年7月06日・07日）
- 「ツッキーのムーンウォーカー」放送記念！トーク＆チェキ会（2019年08月17日、東京）
- 大阪イベント 2Days（2019年09月14日・15日、大阪）
- 月野帯人を独り占め！秋のハグ会（2019年10月05日、東京）
- 第10回 日帰りバスツアー（2019年11月16日）
- クリスマスイベント～クリスマスデート・ツッキー大忘年会～（2019年12月21日、東京）

2020年
- 初詣＆トークイベント＋チェキ会（2020年01月26日、東京）
- バレンタインイベント 愛を込めて❤ツッキーと楽しむスイーツづくり（2020年02月15日、東京）
- 月野さんが独自の視点で解説する世界遺産ツアー（京都編）（2020年03月14日、京都）
- リモートイベント（2020年04月・05月）
- 月野帯人生誕祭2Days（2020年06月27日・28日、東京）
- ツッキーの夏休み（2020年07月19日、東京）
- 人気の街でロマンチックデート in YOKOHAMA（2020年07月20日、横浜）
- ツッキーとひんやり夏の水族館デート（2020年08月15日、八景島シーパラダイス）
- 大阪イベント 2Days（2020年09月12日・13日、大阪）
- 2人だけのカレンダーづくりイベント（2020年10月17日、東京）
- YOKOHAMAデート 第2弾（2020年11月21日、横浜）
- とにかくツッキーがやりたいこと満喫デート（2020年11月22日、東京）

### 単発・ゲスト出演等
2012年
- 桜木さゆみの「本当にあったエロい話」（2012年01月15日、新宿LEFKADA） - パラダイステレビの公開収録イベントにゲスト出演。18歳以上限定。

2013年
- イケメンかく語りき！内田春菊監督作品「アイム、カミング！」ネタバレ上等！最終回配信直前上映イベント！ （2013年07月12日、新宿ロフトプラスワン）

2014年
- PINK TOKYO 2014 （2014年03月01日、ディファ有明） - 18歳以上限定
- 一徹さん・月野帯人さん・有馬芳彦さんサイン本お渡し&握手会 『SHARE HOUSE + YOU』(双葉社)刊行記念 （2014年08月09日、リブロ池袋本店）
- 日芸 日別企画 エロメントークショー （2014年11月03日、日本大学芸術学部江古田キャンパス 中ホール）
- Asagaya/Loft A 7th Anniversary 【第30回】えろ漫画家ピクピクン・トークライブ『妄想の達人vsリアルの達人！キミを惑わす究極のエロス対決☆』 （2014年11月27日、阿佐ヶ谷ロフトA） - シークレットゲスト

2015年
- 写真集『イケメソ男子』発売記念 お渡し会 （2015年02月14日、書泉ブックマート）
- エレキコミックトークライブ「僕らの飲み会 vol.47」（2015年03月26日、新宿ロフトプラスワン） - サプライズゲスト
- レッドリボンライブ2015＠ニコぶくろ　HIV検査に行ったトモダチがニコニコしてるんだが（HIV検査って何だろう？） （2015年05月31日、ニコぶくろスタジオ）
- YATSUI FESTIVAL! 2015 （2015年06月20日）
- 十五夜ナイト （2015年09月26日、新宿ロフト） - サプライズゲスト

2016年
- 今月の宮下雄也 vol.13 ～一周年スペシャル～ （2016年04月15日、新宿ロフトプラスワン） - 18歳以上限定
- YATSUI FESTIVAL! 2016 （2016年06月18日）
- 「エロメン一徹のコトバの処方箋」DVD発売記念スペシャルイベント （2016年07月16日、ホリプロ本社）
- エレキコミック第26回発表会「金星!!」 （2016年10月08日、本多劇場） - アフタートークゲスト
- 今月の宮下雄也vol.21【忘年会】 （2016年12月02日、新宿ロフトプラスワン） - 18歳以上限定
- 「一徹温泉」第一回番宣イベント （2016年12月11日、新横浜 NEW SIDE BEACH!!）
- エレ片IN両国国技館 （2016年12月28日、両国国技館）

2017年
- ホワイトデーキッスナイト （2017年03月10日、新宿ロフト） - DJ月野
- 「一徹温泉～お風呂に入るまでナニする？～」DVD発売記念 一徹さん＆月野帯人さん2ショット撮影会 （2017年04月15日、ブックタワー秋葉原）
- KODOMOナイト （2017年05月05日、新宿ロフト）- DJ月野
- YATSUI FESTIVAL! 2017 （2017年06月18日）
- やついいちろう生誕祭 （2017年11月11日、新宿ロフト）
- ナキフェス#3 （2017年11月18日、PREMIERE HALL）

2018年
- 「一徹温泉2」クラウドファンディングイベント （2018年01月27日、東京）
- YATSUI FESTIVAL! 2018 （2018年06月16日、東京）
- TOKYO SEXY ADVANCE 東京セクシーアドバンス （2018年06月30日、初台玉井病院スタジオ）
- やついいちろう生誕祭 （2018年11月17日、新宿ロフト） - DJ月野

2019年
- 「月野帯人の初冠番組を目指して！！」クラウドファンディングイベント （2019年01月19日、東京）
- エレ片ライブ「光光*コントの人」 （2019年02月17日、グローブ座） - アフタートークゲスト
- KODOMOナイト（2019年05月04日、新宿ロフト） - DJ月野
- YATSUI FESTIVAL! 2019 （2019年06月16日、東京）
- Pan★tee 股上げ公演 in 神戸 ～女子に知っておいてほしい2つのこと～（2019年7月20日、神戸）
- 月野帯人オリジナルDVDお渡し会（2019年8月31日、東京）
- やついいちろう生誕祭（2019年11月16日、新宿ロフト） - DJ月野

2020年
- ONLINE YATSUI FESTIVAL! 2020（2020年06月21日）